# Abbaye de Sainte-Barbe-en-Auge
L'abbaye de Sainte-Barbe-en-Auge est une ancienne abbaye augustinienne située à Mézidon-Canon dans le Calvados, dans l'ancien diocèse de Lisieux.

## Histoire

### Fondation
Vers 1055, le baron normand Odon Stigand de Mézidon fonde une collégiale à Sainte-Barbe-en-Auge.
Vers 1127-1128, son gendre Rabel de Rancarville remplace les chanoines séculiers par des réguliers venus d'Eu, tandis que son fils cadet Robert rapporte de Byzance des reliques de sainte Barbe pour le prieuré.
La grange dîmière est inscrite au titre des monuments historiques depuis le 23 décembre 1981.